# Emprisonnement avec sursis en droit canadien
L'emprisonnement avec sursis en droit canadien est prévu par les articles 742 et suivants du Code criminel. Le tribunal peut ordonner à une personne condamnée à un emprisonnement de moins de deux ans, déclarée coupable de certaines infractions, de purger sa peine dans la collectivité.

## Critères pour l'octroi du sursis

### Critères historiques
En raison de lois adoptées par le gouvernement conservateur en 2007 et 2012, la disposition a été modifiée pour resserrer les règles quant à ceux qui ont le droit de purger leur peine dans la collectivité. Ces lois créaient de nombreux critères de refus et cela avait comme conséquence que les procureurs avaient le réflexe de penser que la plupart des actes criminels sont inadmissibles au sursis. 
En vertu de ces lois, le sursis était notamment impossible en cas de peine minimale, quand l'accusé a été condamné à une peine de plus de deux ans, quand le juge croit que cela met en danger la collectivité, quand l'infraction est passible d'une peine maximale de 14 ans ou d'emprisonnement à perpétuité, quand il s'agit d'une infraction de terrorisme ou d'organisation criminelle, quand l'infraction a une peine maximale de dix ans et qu'elle entraîne des lésions corporelles, ou met en cause une arme, ou concerne le trafic de drogues, de même que quand il s'agit d'une des infractions poursuivies par mise en accusation énumérées à l'art. 742.1 f) C.cr.

### Critères actuels
Le gouvernement libéral de Justin Trudeau a voulu élargir l'octroi des ordonnances de sursis en abrogeant la liste d'infractions inadmissibles au sursis des alinéas 742.1 e) et f) C.cr. En même temps, il élimine certaines peines minimales, ce qui a pour effet d'augmenter le nombre d'infractions admissibles aux sursis.  

« Octroi du sursis
742.1 Le tribunal peut ordonner à toute personne qui a été déclarée coupable d’une infraction de purger sa peine dans la collectivité afin que sa conduite puisse être surveillée — sous réserve des conditions qui lui sont imposées en application de l’article 742.3 —, si elle a été condamnée à un emprisonnement de moins de deux ans et si les conditions suivantes sont réunies :
a) le tribunal est convaincu que la mesure ne met pas en danger la sécurité de la collectivité et est conforme à l’objectif essentiel et aux principes énoncés aux articles 718 à 718.2;
b) aucune peine minimale d’emprisonnement n’est prévue pour l’infraction;
c) il ne s’agit pas d’une infraction prévue à l’une ou l’autre des dispositions suivantes :
(i) l’article 239 (tentative de meurtre), pour laquelle une peine au titre de l’alinéa 239(1)b) est infligée,
(ii) l’article 269.1 (torture),
(iii) l’article 318 (encouragement au génocide);;
d) il ne s’agit pas d’une infraction de terrorisme ni d’une infraction d’organisation criminelle poursuivies par mise en accusation et passibles d’une peine maximale d’emprisonnement de dix ans ou plus;. »

## Lois modifiant les critères
Les critères ont été resserrés dans des lois adoptées en 2007 et 2012 .
Puis, en 2022, les critères sont de nouveau assouplis par la Loi modifiant le Code criminel et la Loi réglementant certaines drogues et autres substances.

## Conditions obligatoires assorties à l'ordonnance de sursis
Obligatoirement, le tribunal assortit l'« ordonnance de sursis » des conditions suivantes, intimant au condamné :
1. de ne pas troubler l'ordre public et d'avoir une bonne conduite ;
2. de répondre aux convocations du tribunal ;
3. de se présenter à l'agent de surveillance (de manière répétée) ;
4. de rester dans le ressort du tribunal, sauf permission écrite d'en sortir donnée par le tribunal ou par l'agent de surveillance ;
5. de prévenir le tribunal ou l'agent de surveillance de ses changements d'adresse ou de nom et de les aviser rapidement de ses changements d'emploi ou d'occupation.

## Conditions facultatives
De manière facultative, le tribunal peut assortir l'ordonnance de sursis de conditions supplémentaires, comme l'interdiction de consommer certaines substances.

## Manquement aux conditions
En cas de manquement non excusable à une des conditions de l'ordonnance de sursis, le tribunal peut prendre diverses mesures, voire mettre fin à l'ordonnance de sursis et ordonner l'incarcération jusqu'à la fin de la peine d'emprisonnement (article 742.6(9) du Code criminel).

## Distinction à faire
On ne doit pas confondre l'emprisonnement avec sursis avec le sursis de peine avec probation (art. 731 (1) a) C.cr. ). Le sursis de peine avec probation est la décision de ne pas imposer de peine lorsqu'un délinquant en est à sa première infraction criminelle. Alors le délinquant sera en probation pendant un à trois ans, s'il ne commet pas d'infraction, c'est comme s'il n'y avait pas de peine. Mais s'il commet une infraction, il pourra revenir devant le juge et le juge lui imposera la peine qu'il ne lui a pas imposée quand il a ordonné le sursis de peine avec probation.

## Constitutionnalité de l'interdiction de l'emprisonnement avec sursis pour les infractions historiquement visées
Dans l'arrêt R. c. Sharma, la Cour suprême du Canada a jugé que l’interdiction des peines avec sursis pour ces infractions est constitutionnelle. Dans cette affaire, une femme autochtone réclamait un emprisonnement avec sursis relativement à sa condamnation pour importation de cocaïne et elle contestait la constitutionnalité de l'interdiction de la peine d'emprisonnement avec sursis pour cette infraction.